# Ouve-Wirquin
Ouve-Wirquin là một xã trong tỉnh Pas-de-Calais, vùng Hauts-de-France, Pháp.

## Địa lý
Ouve-Wirquin có cự ly khoảng 10 miles (16 km) về phía tây nam của Saint-Omer, on the junction of the D225 và đường D341

## Dân số
| 1962                                                              | 1968 | 1975 | 1982 | 1990 | 1999 | 2006 |
| ----------------------------------------------------------------- | ---- | ---- | ---- | ---- | ---- | ---- |
| 457                                                               | 490  | 478  | 486  | 486  | 484  | 538  |
| Số liệu điều tra dân số tính từ năm 1962, dân số chỉ tính một lần |      |      |      |      |      |      |

## Địa điểm nổi bật
- Nhà thờ Notre-Dame, thế kỷ 19.
- An 18th century watermill.